# Politiques de l'emploi
Les politiques de l'emploi sont l’ensemble des mesures mises en œuvre par les administrations publiques dans le but d’accroître l'emploi (augmentation du taux d'emploi de la population en âge de travailler) et de réduire le chômage (recherche du « plein-emploi »).
Pour cela, elles visent à permettre aux inactifs et aux chômeurs de prendre ou reprendre un travail, et à les y inciter, dans le cadre du maintien d’une aide sociale leur assurant un niveau de vie minimum. Elles visent également à limiter la durée du chômage de transition.
On distingue généralement deux grands types de politiques : les politiques actives, qui cherchent à accroître le niveau de l'emploi dans l'économie, et les politiques passives dont l'objectif est de rendre le chômage supportable (« traitement social du chômage »), avec la volonté de ne pas accroître la demande de travail, (faite par les employeurs).
Une opposition forte existe entre
- les tenants d’une règlementation réduite sur le marché du travail (toutefois accompagnée de la mise en place de protections du salarié adéquates), pour qui un niveau élevé de chômage est causé par des perturbations introduites par l’État (règlementations excessives des conditions de travail, des conditions de rupture de contrat, du temps de travail, du salaire minimum…). Les tenants de cette approche privilégient les politiques actives du marché du travail ;
- les tenants d’un interventionnisme étatique fort, pour qui l'intervention des administrations publiques est nécessaire pour encourager l’activité économique par des politiques de la demande, d’autant plus efficaces que l’économie est fermée, et pour limiter voire interdire les licenciements (approche défendue par l’extrême gauche).

## Le suivi des chômeurs
Les services publics de l'emploi sont les administrations publiques qui assurent le suivi des chômeurs, leur indemnisation et leur apporte un soutien dans leur recherche d'emploi. Ces services mettent en place des politiques actives du marché du travail (formations, orientation, etc.) afin d’accroître leur capacité à trouver un emploi et d'accélérer leur retour à l'emploi. Ils favorisent également la transmission d'informations entre employeurs et chômeurs.

## La gestion en amont du capital humain
Dans les pays développés, le chômage concerne surtout les personnes les moins qualifiées.
Afin de diminuer le taux de chômage (par le biais d'une politique active d'emploi), les gouvernements et les partenaires sociaux favorisent la hausse des niveaux de formation des individus, dont la poursuite d'études supérieures, en particulier les formations professionnelles pour lesquelles les débouchés professionnels sont importants. Ils encouragent également la formation tout au long de la vie.
Les politiques d'éducation et de formation professionnelle permettent de plus une amélioration de la productivité du travail (production par travailleur).

## La question des règlementations
Des règlementations sont mises en place sur le marché du travail pour modifier ses caractéristiques et son fonctionnement. Les règlementations qui encadrent les possibilités de licenciement (exigence d’une justification économique, pénalité financière…) tendent à augmenter la durée passée par un employé dans chaque poste et à limiter les variations du chômage au cours du cycle économique.
Les économistes libéraux, en particulier les néo-classiques, expliquent principalement les situations de chômage durablement élevé comme la conséquence de certaines interventions de l’État (qu'ils qualifient de rigidités) : phénomènes d’assistanat, règlementations excessives des conditions de travail, conditions de rupture de contrat de travail trop restrictives qui décourageraient l'embauche, cotisations sociales trop élevées, allocations de chômage, qui portent le coût du travail à un niveau jugé trop élevé, limitation du temps de travail, salaire minimum trop élevé. Ils prônent des politiques permettant la flexibilité du travail par l'assouplissement, voire l'élimination, des conditions ci-dessus tout en assurant une couverture des risques de chômage individuels.
Dans les pays où le marché du travail est jugé trop règlementé, ces économistes recommandent une dérèglementation partielle du marché du travail. Leur logique est avant tout de favoriser les créations d'emploi plutôt que de protéger des emplois existants. Ces politiques sont principalement appliquées dans les pays anglo-saxons : la politique de M.Thatcher au Royaume-Uni ou de Ronald Reagan aux États-Unis au cours des années 1980 en sont les exemples les plus connus.

## L'intervention de l'État pour favoriser les créations d'emploi: les politiques actives
L’OCDE définit six grandes priorités pour les politiques de l'emploi :
- la logique dite d’« activation/obligations mutuelles »[6] ;
- la suppression des obstacles à la participation des femmes à la vie active, des travailleurs âgés et des catégories plus généralement sous-représentées ;
- la gestion de la problématique sécurité de l’emploi/flexibilité du travail (notion de « flexicurité ») ;
- les mesures destinées à élargir la demande de main-d'œuvre ;
- la formation tout au long de la vie ;
- une politique macroéconomique axée sur la stabilité.

### Logique keynésienne («politique de la demande»)
Elles visent généralement à stimuler la croissance et/ou à la rendre plus riche en emplois.
Dans une logique keynésienne, les mesures adoptées cherchent à stimuler la demande anticipée "demande effective" des entreprises, donc de les inciter à embaucher pour répondre à cette demande. La relance économique passe par la politique budgétaire (création d'un déficit public pour stimuler la consommation privée ou publique) ou par la politique monétaire (accroissement de la masse monétaire). De telles politiques ne sont efficaces que lorsque le chômage dérive d'une insuffisance de la demande globale.
Le keynésianisme, mis à mal par les évolutions économiques des années 1970, est un courant de pensée qui a perdu de son audience dans la majorité des pays développés depuis la fin des trente glorieuses (1945-1973).
Certaines politiques d'inspiration keynésienne prennent la forme de subventions publiques, afin de rendre le coût du travail plus bas, à l'embauche, de créations d'emplois dans le secteur public, etc.

### Le rôle de l'investissement public
Les économistes théoriciens de la croissance endogène (initialement Paul Romer, Robert E. Lucas et Robert Barro)  pensent que c'est la productivité tout entière de l'économie qui peut être améliorée pour générer de la croissance et réduire le chômage. Ils prennent pour modèle des pays nordiques dont le taux de chômage serait faible (voir Chômage dans l'Union européenne), et recommandent d'encourager l'investissement dans certains secteurs particuliers de l'économie :
- l'amélioration de la productivité par une hausse du niveau d'éducation,
- le développement de l'innovation par la recherche publique,
- la mise en place d'une politique de santé permettant aux individus d'être au mieux de leur forme,
- l'organisation d'une politique industrielle.

## Les politiques passives
Les politiques passives ont pour objectif de réduire le chômage en modifiant la répartition du travail, et de le rendre plus supportable. C’est donc en modifiant la répartition du travail, comme par exemple en modifiant le nombre d’heures de travail pour un travailleur par semaine, ou encore en réduisant l’âge du départ à la retraite, ou plus encore en préconisant des politiques de préretraite ou en encourageant les travailleurs immigrés à revenir à leurs pays d'origine.
Ainsi, avec l’application d’une telle politique, le chômage en tant que tel, est réduit. En effet, plus de postes sont disponibles puisque certains actifs travaillent moins par semaine. Les politiques de l’emploi passives montrent un aspect beaucoup plus social que les politiques actives. De plus, dans une logique d'assistance ou d'assurance, elles indemnisent les chômeurs. Elles permettent de garantir une stabilité de leurs revenus, pendant une durée limitée, tout en protégeant contre l'exclusion sociale.
Dans une perspective malthusienne, elles cherchent à réduire la population active ou à « partager le travail ». La réduction de la population active occupée passe par l'allongement des études, le financement des préretraites, l'abaissement de l'âge de la retraite (en France, de 65 à 60 ans en 1982). Le partage du travail est souvent assuré par une réduction de la durée légale du temps de travail (35 heures en France).
En effet, en France, c'est la loi Aubry votée en 1999 qui instaure ces 35 heures de travail. Cette loi réduit le temps de travail hebdomadaire à 35 heures au lieu de 40 heures dans l’optique de partager le temps de travail et donc de pouvoir offrir plus d’emplois. Cette loi est mise en place en 2000. Elle a été suivie en 2003 d’une loi Aubry 2 qui permettait aux entreprises d’augmenter le temps de travail par le biais des heures supplémentaires. Environ 350 000 emplois ont été créés grâce à la loi Aubry.
Cependant, les politiques de l’emploi passives ne semblent pas convenir à tout le monde. En effet, 15% des salariés estiment que la réduction du temps de travail a détérioré leur situation bien qu'environ 350 000 emplois ont été créés grâce à la loi Aubry. De plus, 42% des salariés estiment avoir moins de temps pour effectuer les mêmes taches.
Les politiques de l’emploi passives semblent efficaces pour modifier la nature du chômage mais ne semblent pas convenir à toutes les situations. Il s’avère qu’une politique de l’emploi passive ne présente pas que des avantages, et ne peut pas satisfaire tous les actifs.